# Hyrkania

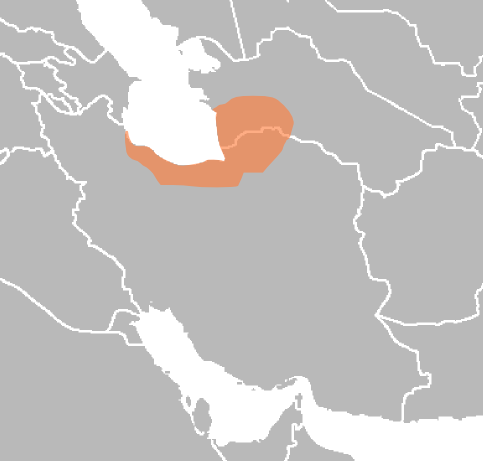

Hyrkania – kraina historyczna i satrapia w starożytnej Persji, położona między Morzem Kaspijskim na północy a pasmami gór Elburs na południu i zachodzie. 
Od północnego wschodu graniczyła ze stepami Azji Środkowej, zamieszkiwanymi od wieków przez konnych nomadów. Panował tam ciepły klimat, a gleby były bardzo żyzne. Persowie uważali ją za jedną ze świętych krain, stworzonych przez samego Ahura Mazdę. Obecnie jej terytorium wchodzi w skład Turkmenistanu i irańskich ostanów: Golestan, Mazandaran oraz Gilan. 

## Etymologia
Nazwa Hyrkania (Ὑρκανία) pojawia się w dziełach starożytnych Greków jako nazwa dla ziem perskich położonych nad południowo-wschodnim wybrzeżem dzisiejszego Morza Kaspijskiego, zwanego wtedy Morzem Hyrkańskim. Sami Persowie określali ją wówczas Verkâna, o czym wiadomo między innymi z inskrypcji Dariusza Wielkiego z Behistunu. Verkā w staroperskim oznacza wilka (awestyjski: vəhrkō), zatem nazwa regionu oznacza dosłownie "Ziemię Wilków".

## Historia

### Pod panowaniem Achemenidów

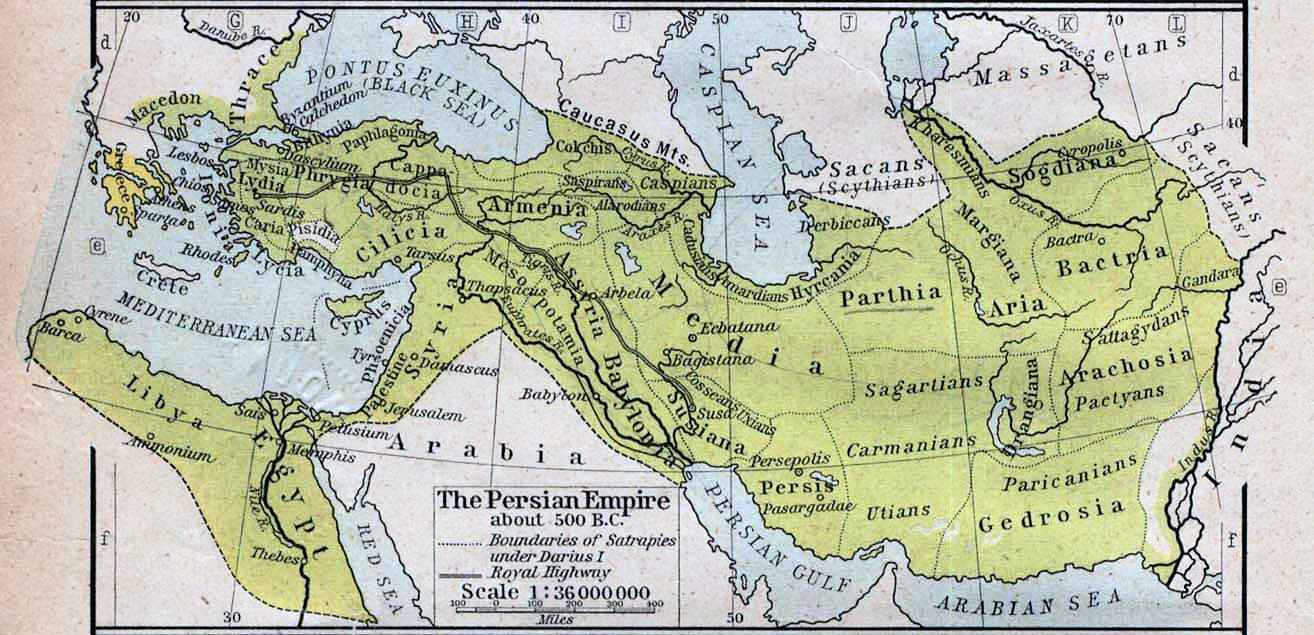
Położenie Hyrkanii w monarchii Achemenidów

Nie ma pewności co do początków panowania perskiego na terenach Hyrkanii. Jest bardzo prawdopodobne, że weszła ona w skład monarchii perskiej już w czasach Cyrusa Wielkiego (559-530 p.n.e.) lub Kambyzesa II (530-522 p.n.e.). Początkowo nie stanowiła ona oddzielnego terytorium administracyjnego, była częścią satrapii partyjskiej. Pierwsza wzmianka o Hyrkanii jest związana z okresem zamętu w Persji i wojną o sukcesję jaka miała miejsce w 522 roku p.n.e.
Po śmierci Kambyzesa II, zamordowanego w drodze powrotnej z Egiptu do Persji, doszło do walki o władzę. Według oficjalnej wersji, wspomnianej przez Herodota i zapisanej w Behistun na rozkaz Dariusza I, który zwycięsko wyszedł z wojny domowej, sprawa przedstawiała się następująco: Kambyzes II z nieznanych przyczyn zamordował swojego młodszego brata Bardiję, co jednak trzymane było w tajemnicy. Fakt ten wykorzystał mag Gaumâta, który podając się za zamordowanego objął władzę we wschodnich regionach kraju, czyli także na terenie Partii, w skład której wchodziła Hyrkania. Kambyzes II na wieść o tym zdecydował się na powrót, ale został zamordowany. Tym który przywrócił porządek i zjednoczył imperium pokonując uzurpatora miał być Dariusz I, pochodzący z bocznej linii dynastii Achemenidów.
Wersja ta jest jednak poddawana krytyce przez część historyków, którzy wskazują na fakt iż Gaumâta-Bardija, ukazywany przez inskrypcję z Behistun jako tyran, cieszył się poparciem co byłoby raczej dziwne w przypadku gdyby naprawdę był okrutnym uzurpatorem. Wyrazem poparcia były bunty przeciwko Dariuszowi I. Wielu uważa, że Gaumâta w ogóle nie istniał, a historia została spreparowana przez Dariusza, który chciał w ten sposób usprawiedliwić swoje czyny i zyskać legitymizację swojej władzy.
Mimo że wiarygodność kwestii dynastycznej przedstawionej w Behistun budzi wątpliwości, to występuje tam pierwsza wzmianka o Hyrkanii. Gdy Dariusz I zajęty był tłumieniem buntów w Babilonie wystąpili przeciwko niemu Medowie, a inne rewolty wybuchły w Armenii, Asyrii, Partii i Hyrkanii. W dwóch ostatnich regionach rządził jednak Wisztaspa, ojciec Dariusza, który rzecz jasna stanął po stronie syna. W 521 roku p.n.e. mieszkańcy Partii i Hyrkanii zaatakowali perskie garnizony, które jednak skutecznie się obroniły. Wkrótce rebelia wygasła, gdyż do prowincji wschodnich na czele armii wkroczył Dariusz I.
Następne wzmianki o Hyrkanii pojawiają się także w czasie zamętu, tym razem po śmierci Artakserksesa I, kiedy to do walki o tron stanęło jego trzech synów: Kserkses II, Sogdianos i Dariusz II. Ten ostatni, który mimo nieprawego pochodzenia (naprawdę nazywał się Ochos i był synem babilońskiej konkubiny) zwyciężył, w momencie wybuchu walk był satrapą Hyrkanii.
W czasach achemenidzkich rozwinęło się tutaj znacząco rolnictwo, a to za pomocą rozbudowanego systemu irygacyjnego, o którym wspomina Herodot w V wieku p.n.e. i Polibiusz w II wieku p.n.e. U Herodota znajdujemy również wzmiankę o żołnierzach z Hyrkanii biorących udział w wojnach grecko- perskich. Podaje on, iż byli uzbrojeni identycznie jak Persowie.
Kolejna wzmianka o Hyrkanii pochodzi z czasów wojny z Aleksandrem Macedońskim, wiemy iż żołnierze z tej satrapii brali udział w bitwie pod Gaugamelą, a część arystokracji perskiej szukała tu schronienia przed zwycięzcami
Jest możliwe, ale nie pewne, iż to już za Achemenidów zbudowano tutaj system umocnień służący do obrony terytorium Persji przed najazdami nomadów ze stepów środkowej Azji. Dzisiejsze pozostałości murów, znajdujące się na północ od rzeki Gorgân, zwane Bramami Aleksandryjskimi są inną konstrukcją, wzniesioną tu za czasów hellenistycznych, ale wielu historyków podejrzewa, iż były one budowane na bazie wcześniejszych, perskich umocnień.

### Pod panowaniem Seleucydów
Po klęsce Achemenidów Hyrkania weszła w skład imperium Aleksandra, a po jego śmierci została opanowana przez jednego z diadochów - Seleukosa i weszła w skład jego państwa. Pod władzą potomków Seleukosa pozostawała do momentu secesji Andragorasa, satrapy Partii. Przyczyną buntu była najprawdopodobniej postawa Seleucydów, koncentrujących się na zachodniej części swojego imperium, wobec prowincji wschodnich, stale zagrożonych przez najazdy ze stepu. Secesja nie uchroniła jednak satrapii przed upadkiem, który nastąpił w drugiej połowie III wieku p.n.e., kiedy to Parnowie, jedno z plemion Dahów, podporządkowało sobie jej tereny. Partia została utracona przez Seleucydów na zawsze, ale wyprawa Antiocha III, który pokonał najeźdźców i zmusił ich do uległości i oddania mu władzy nad częścią Hyrkanii. Po jego śmierci tereny te ponownie weszły w skład państwa Parnów, nazywanych już Partami, od podbitej satrapii.

### Pod panowaniem Arsacydów
Dla partyjskich Arsacydów Hyrkania była bardzo ważnym terenem, gdyż leżała pomiędzy stepami z których się wywodzili i Iranem, który stopniowo zaczęli sobie podporządkowywać. To w okolicach Hyrkanii leżały dwie pierwsze stolice państwa Partów: Assak i Hekatompylos.

### Pod panowaniem Sasanidów
Hyrkania od początku weszła w skład nowego państwa perskiego utworzonego przez Sasanidów. Była strategicznie ważnym terytorium z racji bliskości stepu, to tutaj znajdowała się pierwsza linia obrony przed atakującymi Persję plemionami. Za rządów sasanidzkich na terenie Hyrkanii powstało wiele twierdz i umocnień.

### Po upadku Sasanidów
Po zwycięskim najeździe Arabów Sasanidzi utracili władzę, a Persja została podporządkowana muzułmanom. Do Hyrkanii udało się wówczas wielu możnych, wrogich wobec nowych porządków, co spowodowało, że ziemie te bardzo długo pozostawały całkowicie lub częściowo niezależne od kalifatu.